# Basílica José de Anchieta
A Basílica José de Anchieta ou Igreja São José de Anchieta, localiza-se na cidade de São Paulo, Brasil, mais precisamente no Pátio do Colégio, local onde em 25 de janeiro de 1554 foi fundada a cidade.

## Breve histórico
Em 1554, o padre Anchieta, após expedição que partiu do litoral, decidiu construir neste local uma dependência para servir de alojamento e colégio para catequização dos índios, fundando assim a cidade de São Paulo. Funciona no local o Museu Anchieta. A escolha do orago do templo (São Paulo) se deu pelo fato de que a Igreja celebra na data de 25 de janeiro a conversão de São Paulo ao Cristianismo.

## Informações
- Dentro da igreja, existe um oratório que abriga as vestimentas de José de Anchieta, além de seu próprio fêmur.
- Ao lado da igreja existe um museu, denominado Museu Anchieta, que abriga quadros, textos e objetos sobre a história de São Paulo, e a catequização do índios no Brasil.